# Stenus bohemicus
Stenus bohemicus är en skalbaggsart som beskrevs av Machulka 1947. Stenus bohemicus ingår i släktet Stenus, och familjen kortvingar. Arten är reproducerande i Sverige.